# Viking (azienda)
La Viking è stata una casa automobilistica statunitense attiva dal 1929 al 1931.

## Storia
Il marchio Viking fu creato dalla General Motors perché con il passare degli anni, il divario di prezzo dei veicoli prodotti dai marchi del gruppo si acuì sempre più: in altri termini, la Chevrolet, rispetto alla Oakland, produceva modelli ancora più economici, e questo capitava anche con i marchi di alto livello (Oldsmobile, Buick e Cadillac) che assemblavano vetture ancora più lussuose, perlomeno rispetto a qualche anno prima. La General Motors, per colmare il gap tra le case automobilistiche citate, introdusse dei nuovi marchi: la LaSalle venne posizionata tra la Cadillac e la Buick, la Marquette fu collocata tra la Buick e l'Oldsmobile, mentre la Viking si posizionò appena sotto la Marquette.
I modelli Viking avevano un passo di 3.175 mm ed erano dotati di un motore con configurazione V8. Le carrozzerie disponibili erano berlina, coupé e cabriolet. Gli esemplari prodotti dalla Viking furono 4.058 nel 1929, 2.813 nel 1930 e 353 nel 1931. La soppressione del marchio avvenne a causa della Grande depressione, che fece crollare le vendite di autovetture.